# Sprungprozess
Ein Sprungprozess ist ein spezieller stochastischer Prozess und somit ein Untersuchungsobjekt der Wahrscheinlichkeitstheorie, einem Teilgebiet der Mathematik. Anschaulich zeichnen sich Sprungprozesse dadurch aus, dass ihr Wert eine gewisse (zufällige) Zeit lang konstant bleibt, um dann einen Sprung zu einem weiteren Wert zu machen, auf dem sie wieder eine Zeit lang verharren. Im einfachsten Fall eines Sprungprozesses mit der Indexmenge und Zustandsmenge {\displaystyle \mathbb {R} } bilden die Pfade eines Sprungprozesses eine Treppenfunktion.

## Definition

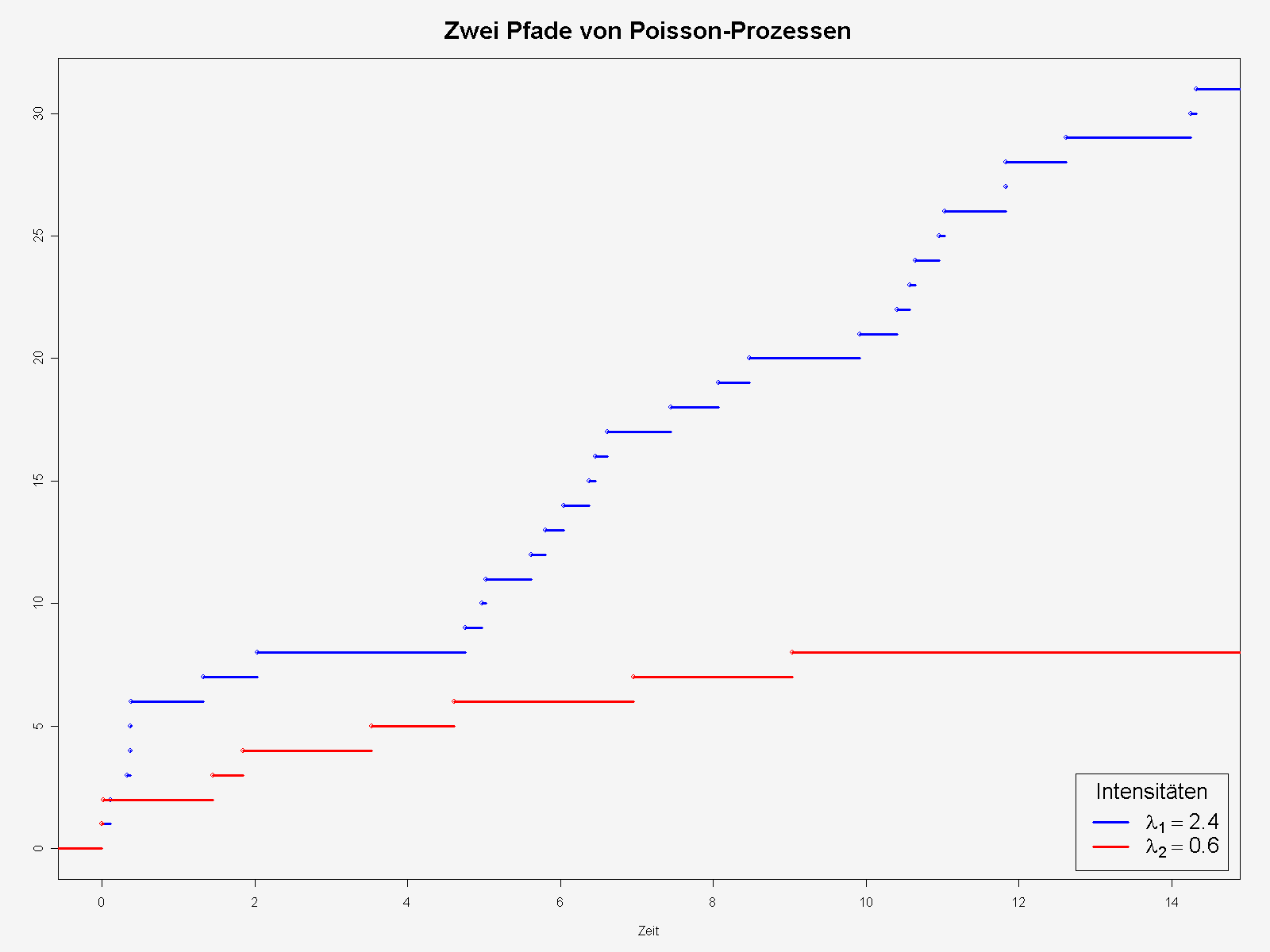
Zwei Pfade eines Poisson-Prozesses, einem typischen Sprungprozess

Gegeben sei ein stochastischer Prozess {\displaystyle X=(X_{t})_{t\in T}} mit Indexmenge {\displaystyle T} und Werten in {\displaystyle E}.
Dann heißt {\displaystyle X} ein Sprungprozess, wenn die Pfade des Prozesses, also die Abbildungen
{\displaystyle W_{\omega }\colon T\to E},
definiert durch
{\displaystyle W_{\omega }(t):=X_{t}(\omega )}
stückweise konstant sind.

## Beispiele
Eine große Klasse von Sprungprozessen sind die Zählprozesse, zu denen auch der Poisson-Prozess gehört. Anschaulich zählen diese die Anzahl der bis zu einem gewissen Zeitpunkt eingetretenen Ereignisse, ähnlich einem Geigerzähler. Bei jedem eingetretenen Ereignis springen sie um den Wert eins nach oben.

## Bemerkung
Auch bei Sprungprozessen sind degenerierte Fälle möglich und müssen im Zweifel explizit ausgeschlossen werden. Einer dieser Spezialfälle ist eine sogenannte Explosion. Dabei hat der Sprungprozess in endlicher Zeit unendlich viele Sprünge (nach oben).
Ein möglicher Pfad solch einer Explosion wäre gegeben durch
{\displaystyle W(t):=n\;} für {\displaystyle \;t\in [-{\tfrac {1}{n}};-{\tfrac {1}{n+1}})}
mit {\displaystyle t\in [-1,0)}. Solche Explosionen treten beispielsweise bei der Modellierung von Patientenaufnahmen in einem Krankenhaus bei Ausbruch einer Seuche auf. Dabei werden in immer kürzer werdenden Abständen Patienten in das Krankenhaus eingeliefert. Im obigen Beispiel wäre der zeitliche Abstand zwischen Patient {\displaystyle n-1} und Patient {\displaystyle n} genau {\displaystyle {\tfrac {1}{n}}} Zeiteinheiten lang. Die Anzahl der belegten Betten zum Zeitpunkt {\displaystyle t} (vor der Explosion) ist durch {\displaystyle W(t)} gegeben.